# Serranus (mythologie)
Dans le livre IX de l’Énéide de Virgile, Serranus est le nom d'un adolescent rutule, célèbre pour la beauté de son visage, qui suit le roi Turnus dans la guerre contre les Troyens d'Énée.

## Histoire
La guerre vient d'éclater, et Turnus charge 14 jeunes commandants de son armée au siège de la citadelle des Troyens : parmi eux, il y a Rémus, dont Serranus est l'un des 100 guerriers qui l'accompagnent. Arrive la nuit, et Serranus doit garder Rémus endormi dans sa tente : amant de la convivialité, l'adolescent essaie de rester éveillé en jouant aux dés, puis improvise avec quelques camarades un joyeux banquet, mais ils exagèrent avec le vin et s'endorment sur le sol, près du lit où leur seigneur est couché. Peu après, Nisus et Euryale, deux jeunes Troyens, font irruption dans le camp italique, tuant les guerriers qui dorment.
C'est Nisus qui pénètre dans la tente de Rémus, où surprend avec l'épée six ennemis endormis: dans l'ordre, l'écuyer de Remus, le cocher, Rémus, et un trio de ses guerriers, Lamyre, Lamus, Serranus. Le conducteur de char est le premier à mourir décapité, puis c'est le tour du seigneur. Virgile s'attarde sur la description de l'âme de Rémus qui s’échappe de son buste, sanglotant dans le sang, pendant que la tête roule dans la poussière ; enfin, le poète dit que Lamyre, Lamus et Serranus partagent ce sort.

« armigerumque Remi premit aurigamque sub ipsis/ nactus equis ferroque secat pendentia colla/ tum caput ipsi aufert domino truncumque relinquit/ sanguine singultantem; atro tepefacta cruore/ terra torique madent. Nec non Lamyrumque Lamumque/ et iuuenem Serranum, illa qui plurima nocte/ luserat, insignis facie, multoque iacebat/membra deo uictus: felix, si protinus illum/aequasset nocti ludum in lucemque tulisset
Nisus frappe d’abord et l’écuyer de Rémus, et le conducteur de son char, qu’il surprend étendu sous ses propres coursiers : sa tête, penchée sur ses chevaux, tombe abattue sous le tranchant du glaive. Bientôt celle de Rémus lui-même roule à son tour dans la poussière ; et, du tronc mutilé, le sang jaillit à gros bouillons : ses flots noirs et fumants arrosent au loin la terre et le lit du guerrier. Là subissent le même sort et Lamus, et Lamyre, et l’aimable Serranus ; Serranus, dont on vantait la jeunesse et les grâces. Hélas ! cette nuit presque entière s’était écoulée pour lui dans les jeux : mais vaincu par un dieu plus fort, l’infortuné venait de succomber au sommeil : heureux, s’il avait pu donner encore aux plaisirs les derniers instants de la nuit, et prolonger sa veille jusqu’au retour de la lumière, ! »

— Virgile, Énéide, livre IX 
(traduction de J.N.M de Guerle)
Nisus laisse derrière soi la macabre séparation du tronc et de la belle tête de Serranus (truncumque relinquit/ sanguine singultantem; atro tepefacta cruore/ terra torique madent, initialement rapporté à Rémus, est ensuite étendu aux autres victimes destinées à partager son sort, avec la double négation Nec non qui donne donc un sens affermatif) : le poète, qui a une prédilection pour tous les jeunes victimes de la guerre, semble être très touché par cette mort, sans doute pour la kalokagathie de l'adolescent italique, caractérisé par une beauté exceptionnelle et une nature très aimable ; on peut également noter que le détail de l'âme gémissante dans sa sortie du torse après la décapitation contraste violemment avec les moments de jovialité vécus par le garçon dans sa dernière nuit.
Son assassinat suscite grand deuil dans l'armée de Turnus:

« Nec minor in castris luctus Rhamnete reperto exsangui et primis una tot caede peremptis, Serranoque Numaque

Là, le deuil n'est pas moins grand à la vue de Rhamnès égorgé , de tous les chefs enveloppés dans le même massacre , Serranus , Numa et tant d'autres! . »

— Virgile, Énéide, livre IX (traduction de Pierre-François Tissot)
Mais le prénom du personnage ne disparaîtra pas, entrant  dans l'histoire future de Rome: Serranus est, en effet, l'agnomen de la gens Atilia. Ce lien est présent dans le poème : dans le Chant VI, Anchise montre à Enée dans les Champs Élysées les âmes des futurs protagonistes de l'histoire romaine, parmi lesquels un membre de la Gens. 

« Quis te, magne Cato, tacitum aut te, Cosse, relinquat? / quis Gracchi genus aut geminos, duo fulmina belli /Scipiadas, cladem Libyae, parvoque potentem / Fabricium vel te sulco, Serrane, serentem?
Qui pourrait, grand Caton, te passer sous silence ? et toi, illustre Cossus ? et vous, Gracques, nobles frères et les Scipions, ces deux foudres de guerre, ces deux fléaux de la Libye ? et Fabricius si pauvre et si puissant, ou toi, Serranus, quittant la charrue pour le consulat ? . »

— Virgile, Énéide, livre IX 
(traduction de Charles Nisard)